# Брама (герб)
Герб Брама (Огинец) (пол. Brama (Oginiec)) — польский дворянский герб.

## Описание герба
В голубом поле на двуножнике красного цвета с вогнутыми ножками и острыми углами — белый крест с расщеплённым верхом.

## Герб используют

### Княжеские роды
Еловицкие, Огинские, Пузына, Федоровичи.

### Шляхетские роды
Короткевичи.